# إسلام آباد (تشاراويماق)
إسلام أباد (بالفارسية: اسلام‌آباد) هي منطقة سكنية تقع في قسم تشاراويماق الجنوبي الغربي الريفي في إيران. يقدر عدد سكانها بـ 136 نسمة .